# Mangifera indica
Il mango (Mangifera indica L., 1753) è una pianta arborea, angiosperma dicotiledone, appartenente alla famiglia delle Anacardiacee, originario dell'India e coltivato in tutte le zone tropicali.

## Storia e diffusione
La parola "mango" deriva dalla parola Tamil maangai e poi attraverso il Malayalam fino al portoghese manga. La prima attestazione della parola in una lingua europea si trova nel 1510 in un testo di Ludovico de Varthema in italiano come Manga.

È di origine indiana e fin da tempi remoti ha avuto una rilevante importanza: appare in molte leggende indiane e tutt'oggi viene considerato sacro dagli Indù, e usato come ornamento per i loro templi.
Fu introdotto nel IV secolo a.C. nell'est asiatico e, a partire dal X secolo d.C., diffuso nell'Africa orientale. Il viaggiatore arabo-marocchino del quattordicesimo secolo Ibn Battuta lo riporta come presente a Mogadiscio. Nel Seicento i portoghesi lo esportarono in America del Sud. Oggi viene coltivato in quasi tutti i paesi tropicali e nei paesi subtropicali, nelle zone non soggette a gelo, come ad esempio in Spagna (Andalusia, principalmente nella provincia di Malaga).
Esistono delle coltivazioni di mango anche in Italia, a Caronia, a Fiumefreddo di Sicilia, a Balestrate - provincia di Palermo, ad Alcamo, nella valle del Niceto e in Calabria. La diffusione globale delle coltivazioni nell'area intertropicale fa sì che il frutto sia presente tutto l'anno sui mercati.

## Descrizione

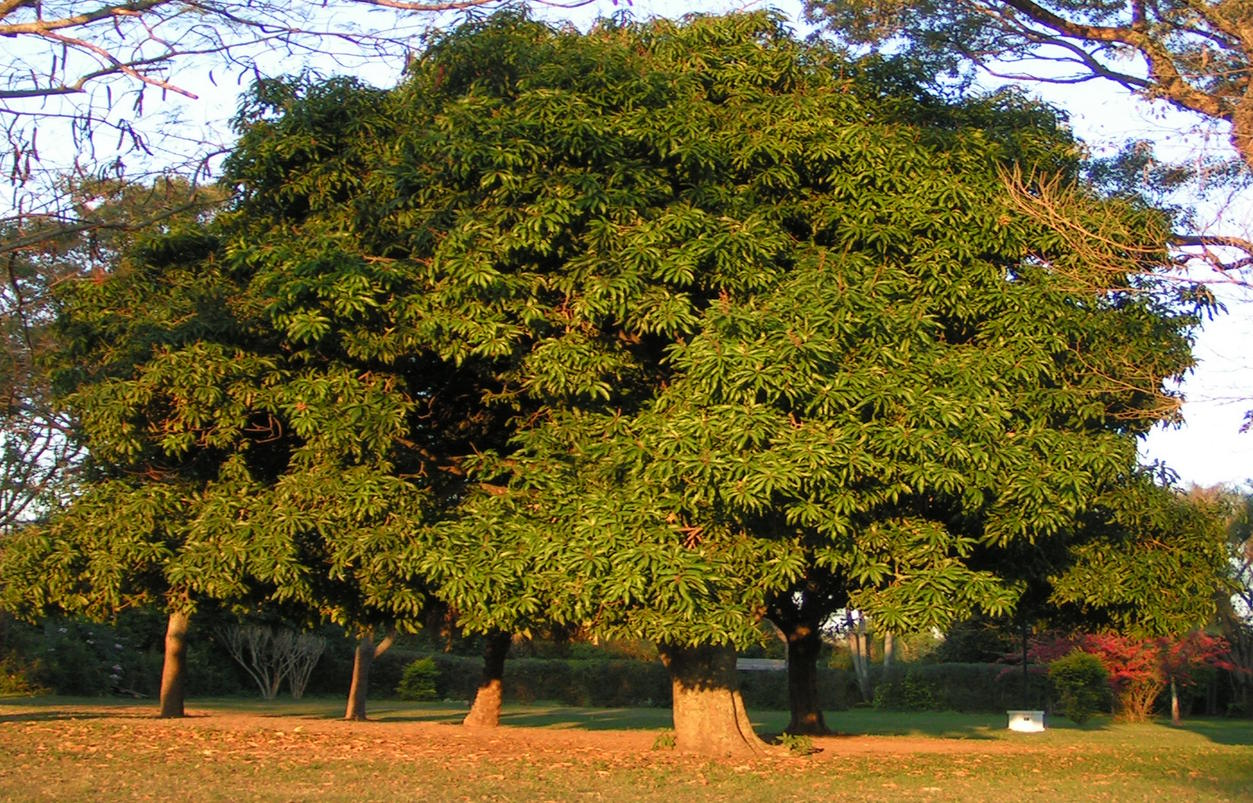
Albero di mango

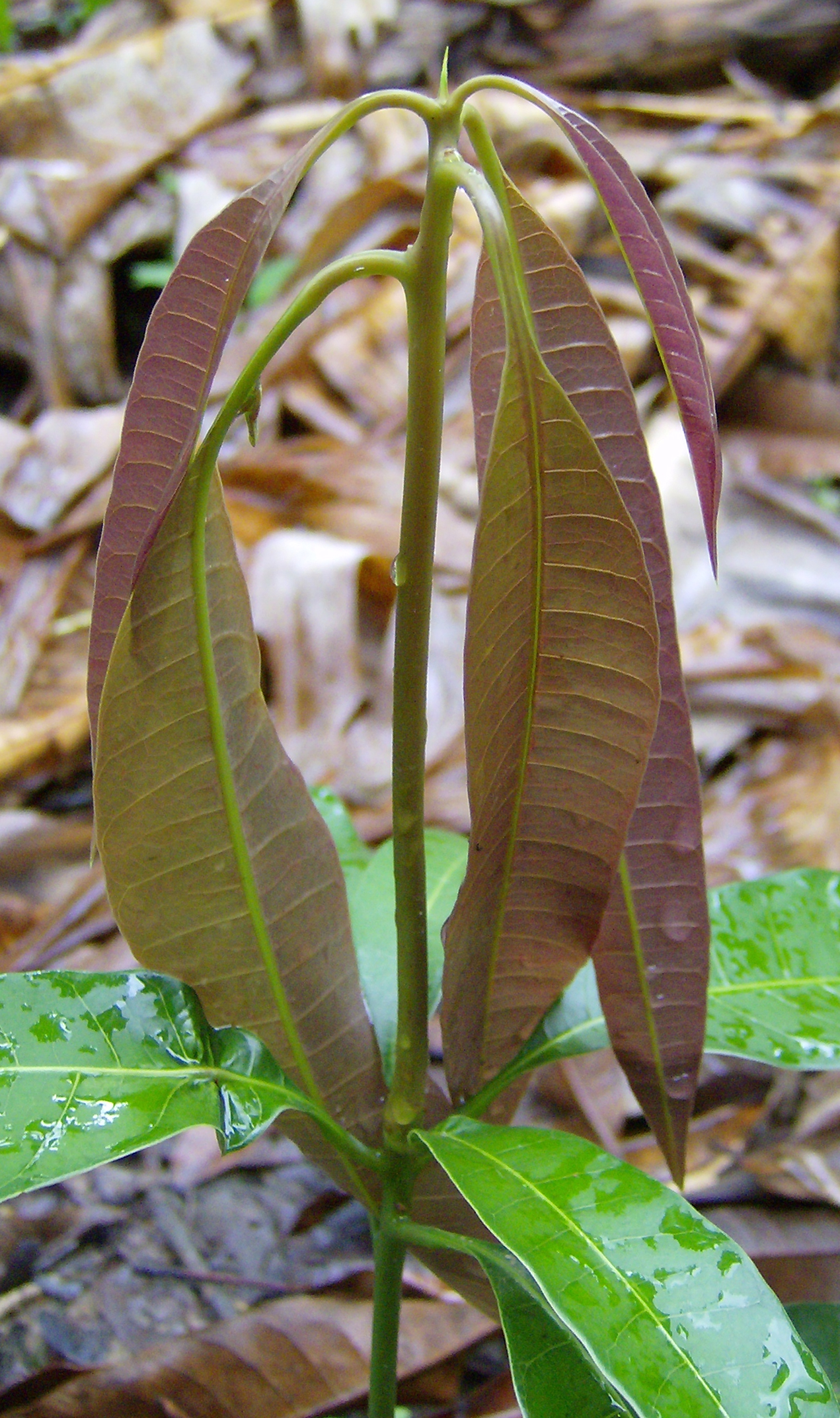
Germoglio di mango: come è possibile vedere la nuova vegetazione presenta un colore caratteristico prima di assumere la colorazione verde

L'albero del mango è sempreverde, ramoso, alto fino a 35-40 metri e con una chioma anche di 10 metri di diametro. La corteccia è resinosa; il legno duro e ruvido, di color rosso. Le foglie sono alterne, semplici, lunghe da 15-35 centimetri e larghe da 6 a 16 cm. Quando sono giovani sono di colore variabile, arancione/rosa, che diviene rapidamente vinaccia per cambiare finalmente al verde quando sono mature.
I fiori sono raggruppati in pannocchie terminali lunghe 10-40 centimetri. Il colore del fiore è bianco rosato, con un odore che ricorda il mughetto. La fioritura è indotta da un prolungato (4-5 mesi) riposo della gemma terminale di ogni ramo. Tale riposo può avvenire indipendentemente per siccità, ridotta vigoria vegetativa o basse temperature. Se tale riposo non avviene, all'apertura la gemma presenterà uno sviluppo vegetativo e non floreale. Pochissimi dei fiori sviluppano il frutto, che presenta anche una cascola elevata.

### Frutti

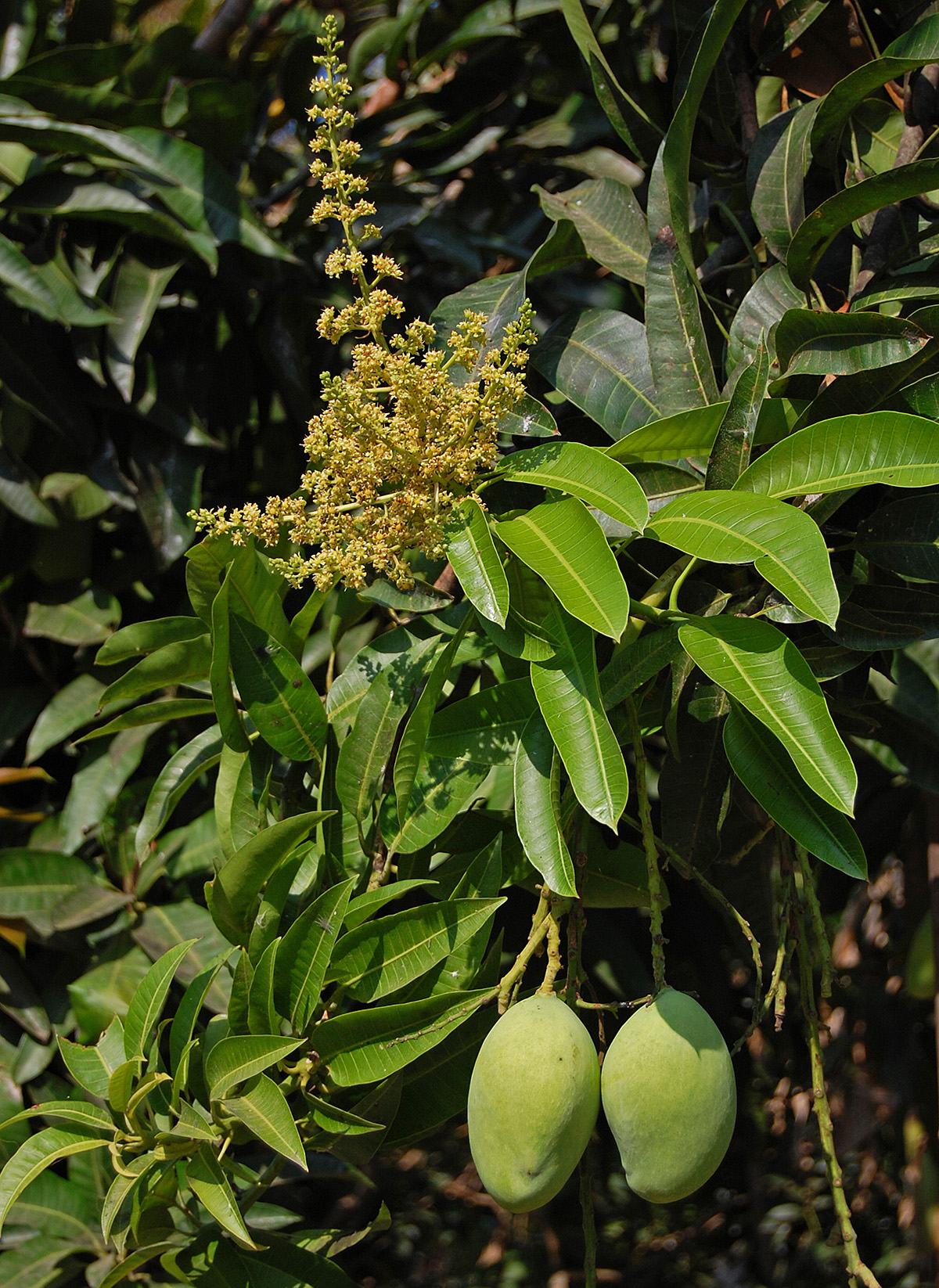
Frutti acerbi e infiorescenza di mango

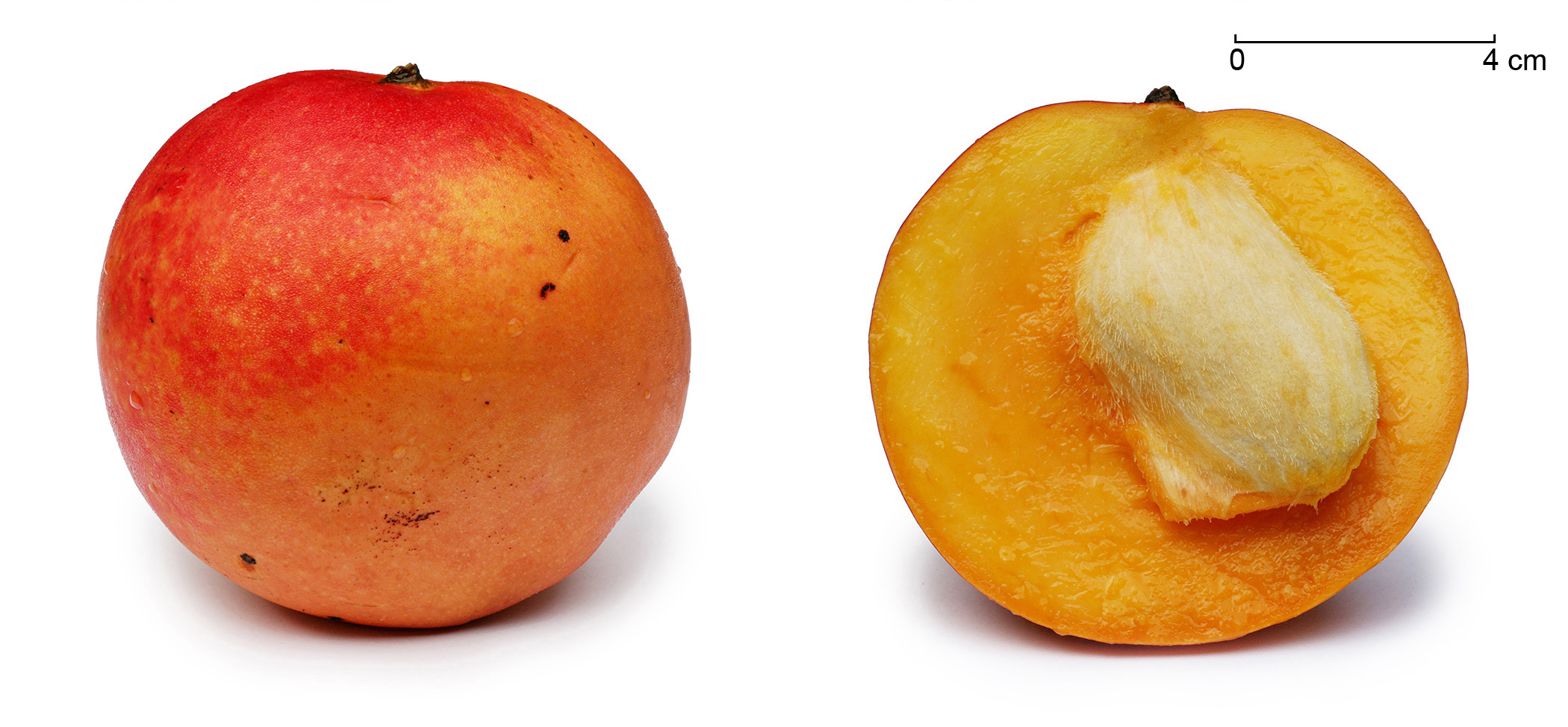
Mango sezionato per mostrare il nocciolo

Il frutto è una drupa ovoidale, con la polpa gialla/arancione, compatta, molto profumata e gustosa. Il nocciolo occupa buona parte del frutto, ha una forma ovoide e ha una lunghezza di 7-8 centimetri. Esso può essere ricoperto da fibre che non permettono di separarlo facilmente dal frutto.La buccia (esocarpo) può assumere diverse tonalità: verde, giallo, rosso, oppure un miscuglio di questi colori. Il peso di un frutto di mango può arrivare anche a 1 chilogrammo, ma solitamente in commercio è possibile trovarli da 300-500 grammi. In genere, quelli commerciati sono lunghi circa 10–14 cm. Se ne distinguono due tipi: la filippina-indonesiana, detta anche Camboya, con forma più allungata e colore giallo-verde, più dolce e meno fibrosa; e l'indiana, detta anche Mulgoba, con forma più grossa e compatta di colore variabile dal verde al rosso fino al viola: quest'ultima è la più presente nei mercati europei, in quanto più serbevole. I frutti di piante selvatiche, non appartenenti ad alcuna cultivar, sono di qualità inferiore e possono presentare vari difetti: dal forte odore di trementina, all'elevata fibrosità, alla mancanza di dolcezza. Nei casi in cui si lasci un frutto di mango maturare troppo, si noterà uno sbiadimento della cromatura interiore: diventerà color bianco sporco, oppure caffellatte, e non potrà vantare alcun sapore significativo.
 Frutti maturi e con la buccia hanno un odore resinoso e caratteristico. Il frutto richiede da tre a sei mesi per maturare, a seconda delle cultivar.

## Usi

### Consumo fresco

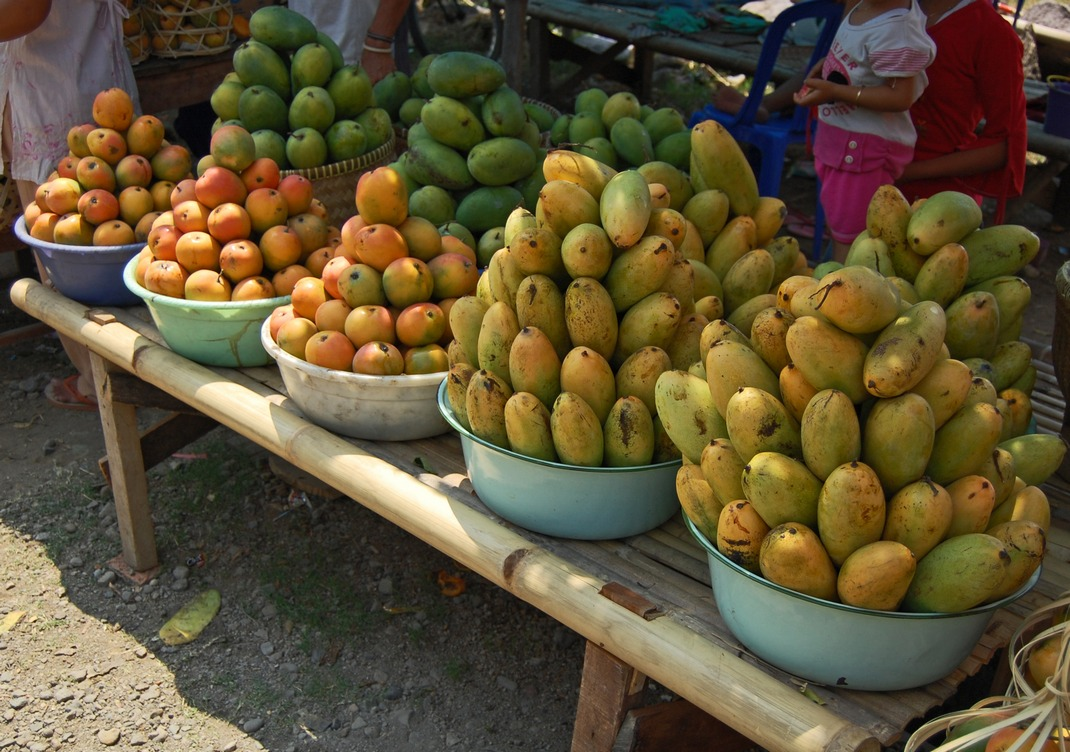
Frutti provenienti da diverse cultivar di mango in vendita sull'isola di Giava

Il mango maturo è generalmente dolce, anche se ovviamente il sapore e la consistenza variano a seconda delle cultivar. Alcune hanno una consistenza morbida e polposa, simile a quella di una prugna molto matura; altre invece hanno una consistenza più solida, come quella di un melone o di un avocado.

Per il consumo di frutti acerbi cotti la buccia del mango può essere lasciata sul frutto, anche se c'è la possibilità che causi dermatiti alle labbra, ai denti e alle gengive nei soggetti sensibili. Nei frutti maturi che debbono essere consumati freschi la buccia può essere dura e amara, per cui generalmente non viene consumata, sebbene in alcune varietà ne sia possibile il consumo.

Il frutto, se acquistato acerbo, si conserva a temperatura ambiente fino a quando non diviene morbido e poi lo si consuma al naturale privandolo della buccia e tagliando due grosse fette in corrispondenza del nocciolo. Il taglio a porcospino è un altro modo in cui viene consumato. 

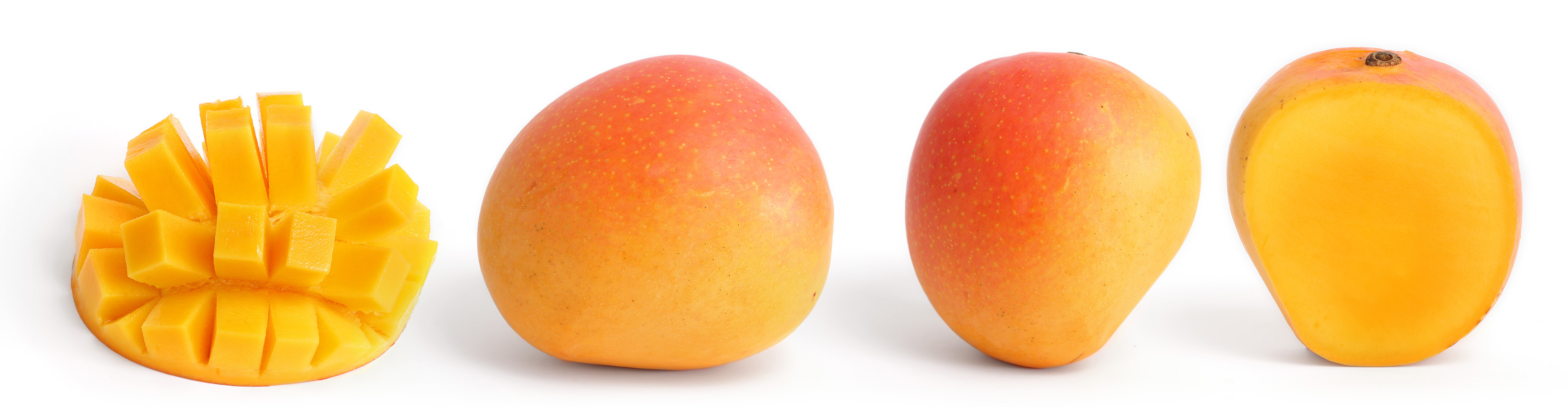
Il "taglio a porcospino" è un modo diffuso di consumare i manghi freschi (a sinistra). Una sezione trasversale del mango può essere vista a destra; come è possibile notare il frutto non è tagliato perfettamente a metà a causa del nocciolo al centro

Il gusto varia a seconda delle cultivar. In alcune inizialmente è molto dolce, ma diventa gradevolmente acidulo, aromatico, fresco ed esotico. Nella polpa vicino alla buccia, si può arrivare a percepire un aroma pungente, ma sempre delicato. In altre cultivar invece si ha un forte e caratteristico odore di trementina.

### Cucina
I manghi sono ampiamente usati in cucina. Il mango acerbo insieme con altri ingredienti forma il chutney, condimento molto diffuso in India per accompagnare la carne, oppure può essere mangiato crudo con sale o salsa di soia. Una bibita estiva rinfrescante chiamata panna o panha viene fatta con i manghi.
Sebbene i frutti maturi vengano principalmente mangiati freschi, essi vengono usati anche in alcune ricette. L'Aamras è una bibita popolare fatta con mango e zucchero o latte, ed è bevuta accompagnata col pane. I manghi maturi vengono anche spesso tagliati in fette sottili, disidratati, ripiegati e tagliati di nuovo. Le barrette ottenute sono simili alle barrette di guava disponibili in alcuni paesi. Il frutto maturo è anche aggiunto a prodotti come il muesli. I manghi possono anche essere usati per fare succhi, nettari, e per dare sapore o essere il principale ingrediente in sorbetti e gelati.
I manghi acerbi possono essere mangiati col bagoong (specialmente nelle Filippine), salsa di pesce o un pizzico di sale.

### Pianta ornamentale
Alcune cultivar di scarsa vigoria vegetativa vengono commercializzate come piante ornamentali da vaso, pur mantenendo la capacità di produrre frutti di buone qualità organolettiche.

## Valore nutrizionale
Il mango è ricco di nutrienti. La polpa del frutto è ricca in fibre, vitamina C, polifenoli e carotenoidi. Le vitamine antiossidanti A, C ed E sono presenti in una porzione da 165 grammi per il 25%, 76% e 9% della dose giornaliera consigliata. La vitamina B6, la vitamina K, le altre vitamine del gruppo B e altri nutrienti come il potassio, il rame, e 17 amminoacidi sono a un buon livello. La polpa e la buccia del mango contengono altri nutrienti, come i pigmenti antiossidanti - carotenoidi e polifenoli - e omega-3 e acidi grassi 6-polinsaturi.

La buccia del mango contiene pigmenti che possono avere proprietà antiossidanti, inclusi i carotenoidi, come la provitamina A, il beta-carotene, la luteina e l'alfa-carotene, polifenoli, come la quercetina, il kaempferolo, l'acido gallico, l'acido caffeico, catechine, tannini e lo xantone che si trova solo nel mango, la mangiferina, ognuno dei quali può contrastare l'azione dei radicali liberi in vari processi patologici, come è dimostrato dalla ricerca. Il contenuto in nutrienti e sostanze chimiche sembra variare a seconda delle cultivar. Fino a 25 diversi carotenoidi sono stati isolati dalla polpa del mango, il più presente dei quali è il beta-carotene, il quale è il responsabile della pigmentazione giallo-arancione dei frutti di molte specie di mango. La buccia e le foglie hanno anch'esse un significativo contenuto in polifenoli, inclusi gli xantoni, la mangiferina e l'acido gallico. Il triterpene del mango, il lupeolo in laboratorio è un efficace inibitore del cancro della prostata e della pelle. Un estratto di corteccia proveniente dai rami del mango, chiamato Vimang, isolato da scienziati cubani, contiene numerosi polifenoli con proprietà antiossidanti in vitro.
Il pigmento euxantina, noto anche come giallo indiano, è generalmente ritenuto prodotto partendo dall'urina di bovini nutriti a foglie di mango; la pratica viene descritta come proibita nel 1908 a causa della malnutrizione del bestiame e forse anche avvelenamento da urushiol. Questa supposta origine dell'euxantina appare appoggiarsi su un'unica fonte, probabilmente di tipo aneddotico, e i registri legali indiani non riportano il divieto di tale pratica.

## Importanza culturale

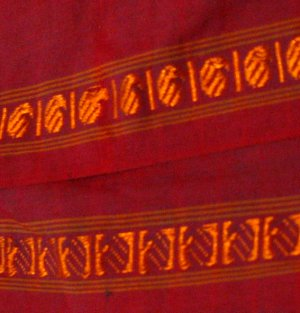
Tradizionali forme a mango sull'orlo di un sari di cotone, viste da entrambi i lati del tessuto

Il mango è il frutto nazionale dell'India, del Pakistan e delle Filippine.

Nell'induismo un frutto di mango perfettamente maturo è tenuto in mano da Ganesha come simbolo di perfezione. Le infiorescenze di mango sono anche usate nei riti della dea Saraswati.

Le foglie di mango sono anche usate per decorare gli architravi e le porte durante i matrimoni e le celebrazioni come il Ganesh Chaturthi. Motivi a forma di mango sono ampiamente diffusi in diversi stili indiani di tessitura.

## Produzione e consumo

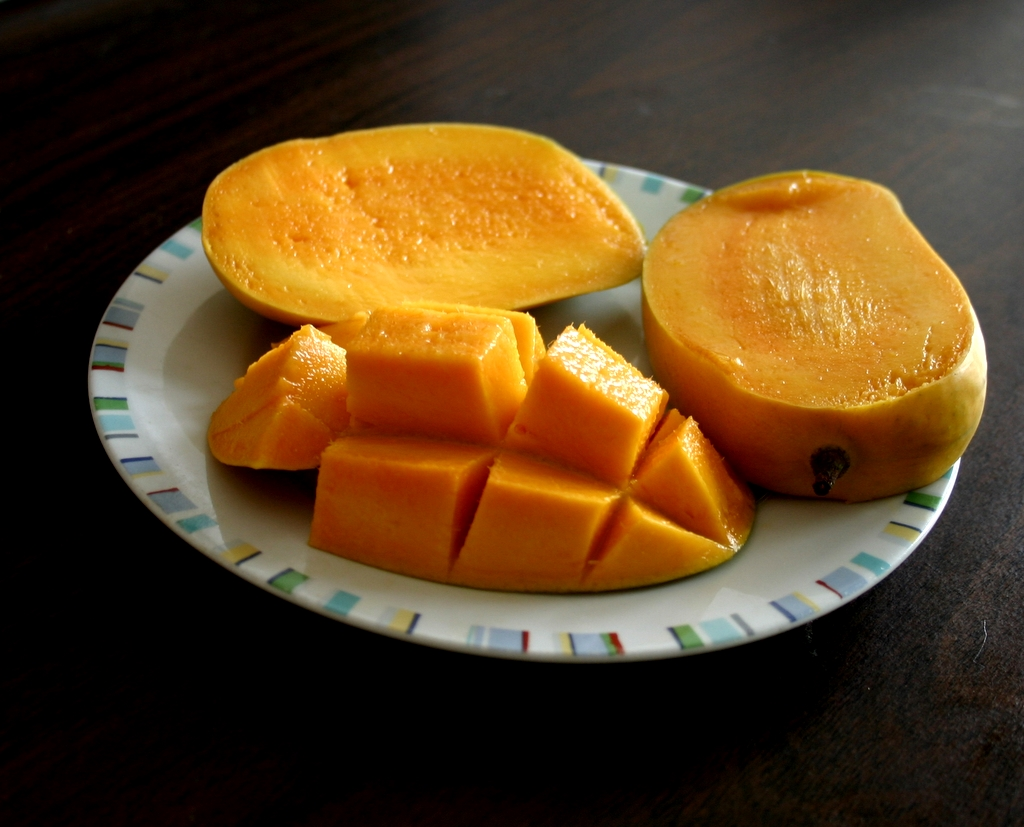
Frutto di mango di cultivar Kesar

I manghi rappresentano circa la metà della produzione complessiva mondiale di frutta tropicale. I 10 paesi con la maggiore produzione coprono l'80% della produzione mondiale. Le cultivar Alphonso, Benishaan o Benisha (Banganapalli in telugu e tamil) e Kesar sono considerate tra le varietà migliori negli stati indiani del sud, mentre Dussehri e Langda sono le più popolari negli stati del nord.

Generalmente i manghi maturi hanno una buccia giallo-arancione e sono succosi al momento del consumo, mentre i frutti esportati sono spesso raccolti quando sono ancora acerbi e l'epidermide è ancora verde. Sebbene producano etilene durante la maturazione i frutti così raccolti non hanno lo stesso profumo e succosità dei frutti freschi.
| India | 13.649.400 |
| Cina | 3.976.716  |
| Thailandia | 2.374.165  |
| Indonesia | 2.013.123  |
| Messico | 1.855.359  |
| Pakistan | 1.753.686  |
| Brasile | 1.154.649  |
| Totale | 26.777.098 |
| Fonte: Food And Agricultural Organization of United Nations: Economic And Social Department: The Statistical Division Archiviato il 19 giugno 2012 in Internet Archive. |            |

## Varietà
Esistono molte centinaia di varietà di mango censite (circa 400 in India). Nelle piantagioni di mango diverse varietà vengono spesso cresciute assieme per migliorare l'impollinazione reciproca.

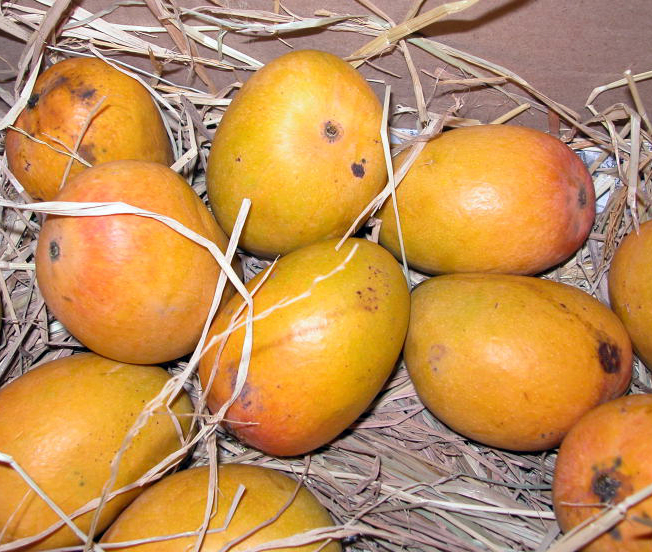
Mango della cultivar "Alphonso" (nome locale Haphoos) coltivato principalmente nei distretti Devgad, Sindhudurg e Ratnagiri di Maharashtra, India

Molte cultivar dalle caratteristiche pregevoli sono monoembrioniche e devono essere propagate per innesto, altrimenti la pianta figlia differisce dal genitore. Una cultivar monoembrionica molto diffusa è la Alphonso, un importante prodotto da esportazione.
Cultivar eccellenti in un clima possono crescere malissimo in un altro. Ad esempio alcune cultivar indiane come la Julie, una cultivar estremamente produttiva in Giamaica, in Florida richiede un trattamento annuale con il fungicida per superare l'antracnosi.

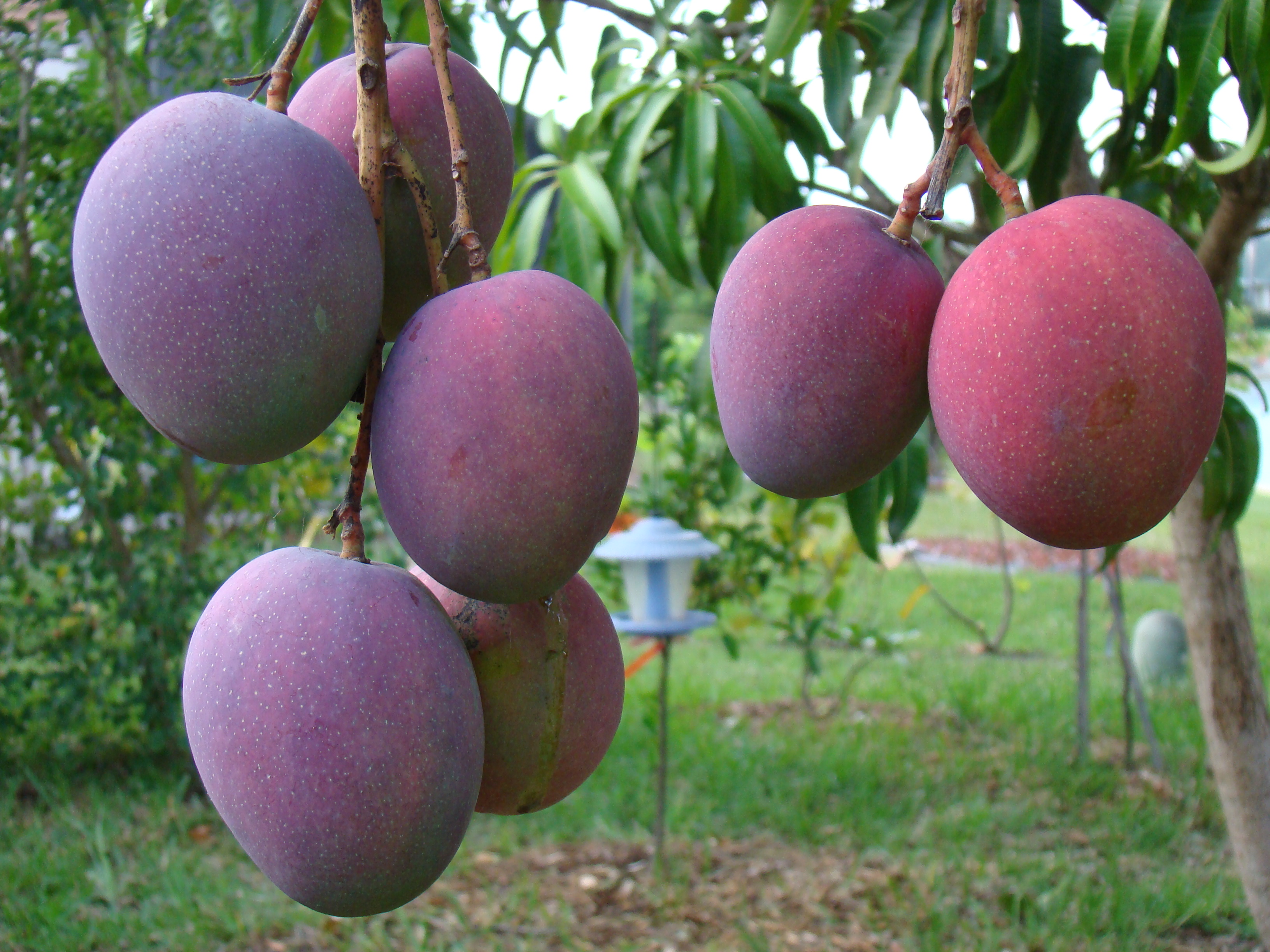
Frutti di mango di cultivar Tommy Atkins

Il mercato mondiale al momento è dominato dalla cultivar Tommy Atkins, un semenzale della Haden, che fruttificò per la prima volta nella Florida del sud nel 1940. Inizialmente fu rifiutato dai ricercatori della Florida come cultivar commercialmente valida. Al momento l'80% dei manghi che sono in vendita in Gran Bretagna appartengono alla cultivar Tommy Atkins. Nonostante la sua polpa sia fibrosa e il suo gusto insipido, i coltivatori di tutto il mondo hanno adottato questa cultivar per la sua eccezionale produttività e resistenza ai patogeni, conservabilità, trasportabilità e ottimo colore. Tommy Atkins è predominante anche negli Stati Uniti sebbene là siano ampiamente diffuse anche altre cultivar come la Kent, la Keitt, l'haitiana Madame Francis e la messicana Champagne.
Nelle aree urbane della Florida del sud i piccoli giardini (o la loro mancanza) hanno favorito il desiderio di possedere cultivar nane di mango. Il Giardino Botanico Tropicale Fairchild ha diffuso i cosiddetti "condo mango", come la varietà Fairchild che produce a un'altezza inferiore a 2-2,5 metri.

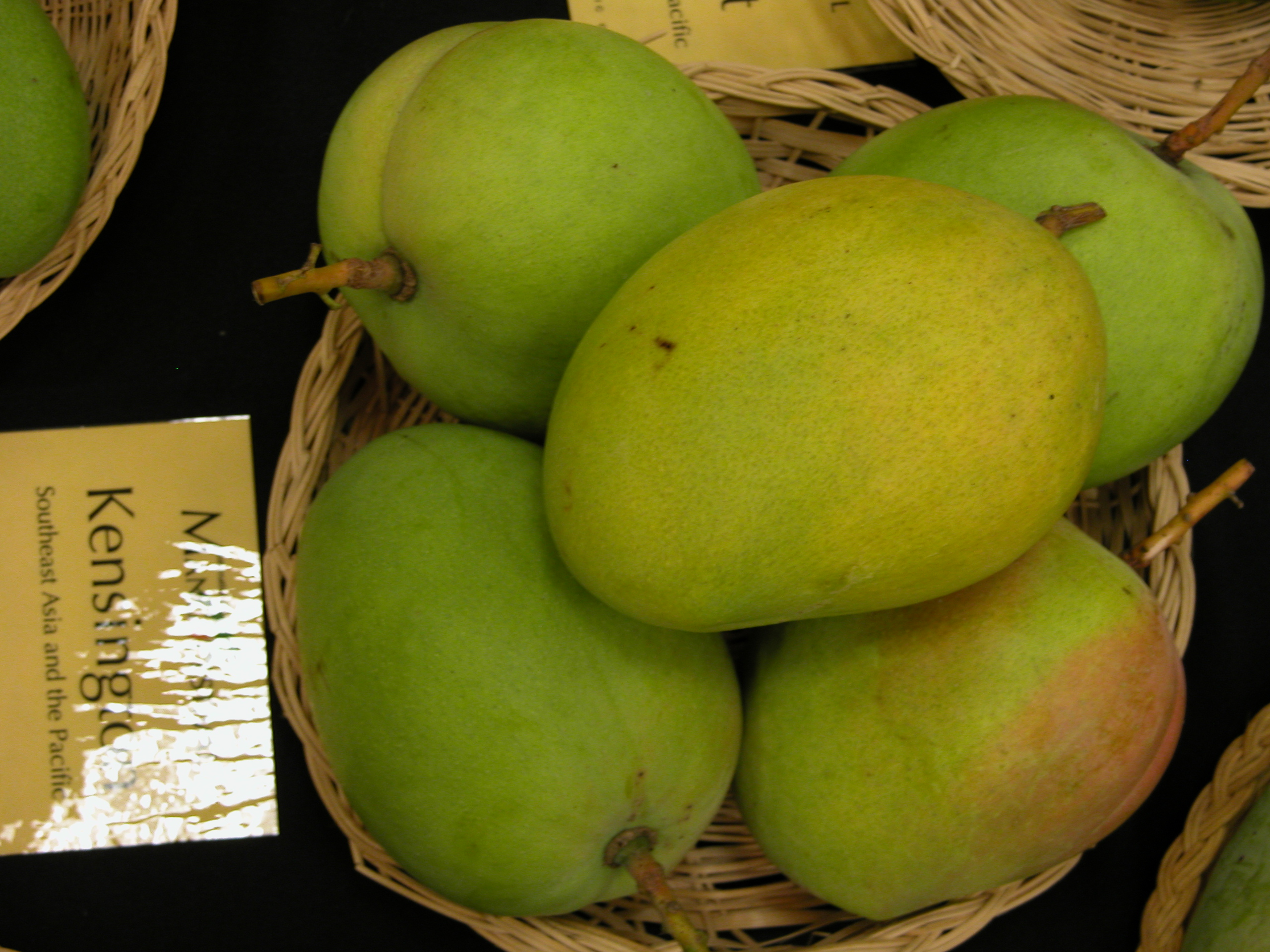
Frutti di mango di cultivar Kensington Pride

"Condo Mango" è un termine che è divenuto popolare in Florida del sud, dove viene utilizzato da qualche anno. La parola "condo" deriva dal termine "condominio" perché il "condo mango" essendo piccolo e potendo essere coltivato in contenitori, era adatto anche a chi non avesse terreno, come chi abitasse in un condominio. Essenzialmente "condo" significa un albero di una varietà ad accrescimento ridotto che è naturalmente nana o semi-nana, come la Ice cream, o innestato per ottenere caratteristiche nanizzanti, che possa essere mantenuta di certe dimensioni con un'attenta potatura della parte aerea o radicale, se necessario.

Esiste una varietà australiana di mango nota come R2E2, un nome basato sulla posizione nel reticolo della piantagione della pianta originale. Questa varietà produce grossi (fino a un chilogrammo) frutti giallorossi che spuntano un ottimo prezzo nel mercato australiano.

In Italia la Kensington Pride è la varietà che si è dimostrata più resistente nel clima mediterraneo, ed è tra le più coltivate nella frutticultura italiana del mango, assieme alla Glenn (che si sta recentemente dimostrando addirittura superiore alla Kensington Pride sia per produttività sia per caratteristiche organolettiche del frutto), e, in misura minore, alla Tommy Atkins, Keitt, Maya, Van Dyke, Osteen e Kent.

## Coltivazione

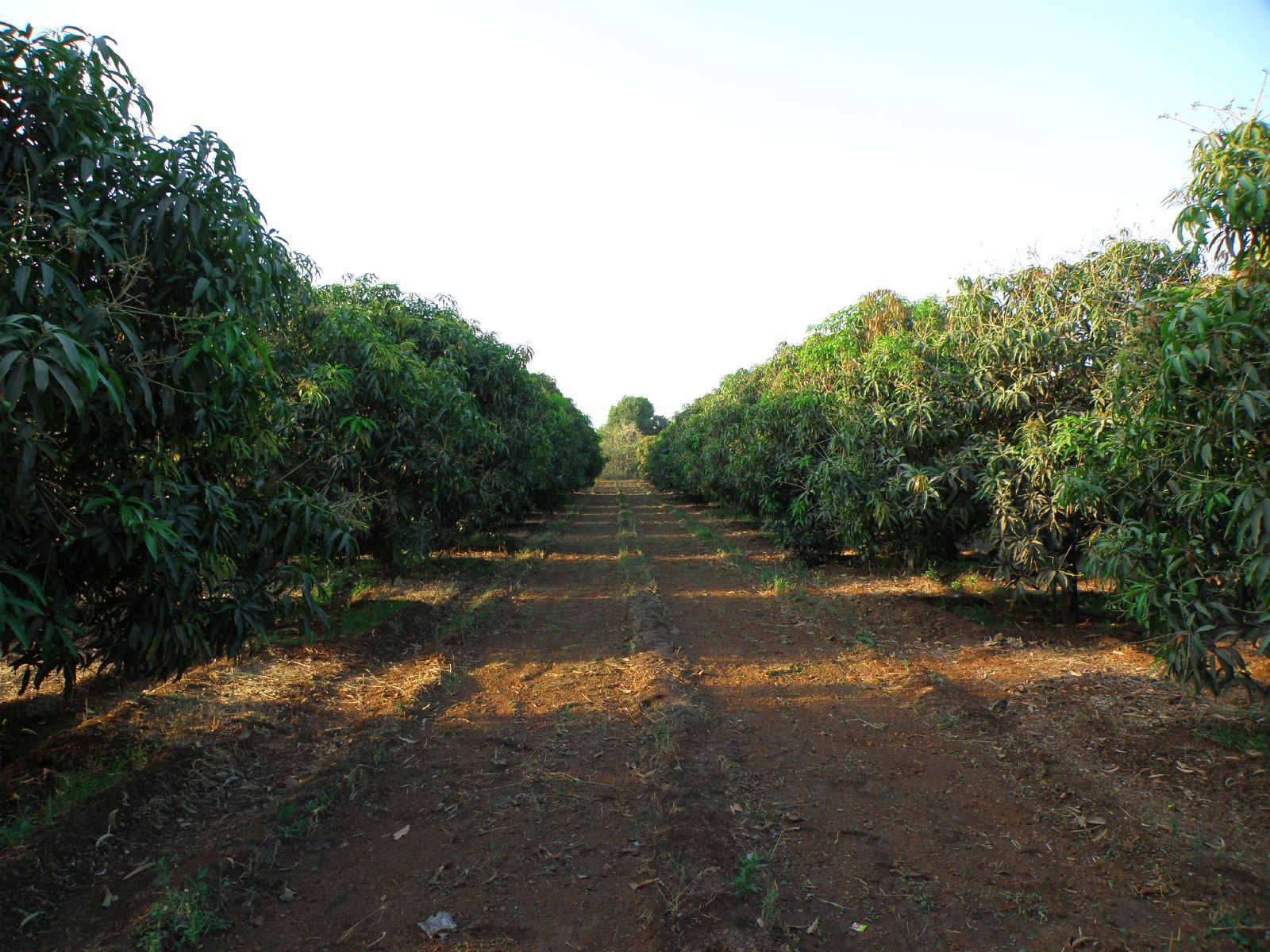
Piantagione di mango vicino a Sasan Gir, Gujarat, India

### Clima
Il mango può essere coltivato in quegli ambienti dove non vi siano gelate. In Italia può quindi essere coltivato (a bassa altitudine e in zone particolari) in Sicilia, Calabria e Sardegna. Più a nord, anche in Liguria, ogni tentativo di coltivazione all'aperto è sinora fallito. La distribuzione ideale delle piogge, per il mango, sarebbe nella divisione di due stagioni, una calda e piovosa (estiva) e l'altra più fresca e asciutta, con 750-2500 millimetri di pioggia nella stagione piovosa. Piogge fuori stagione incoraggiano i funghi sui fiori e soprattutto stimolano la crescita dell'albero piuttosto che la fioritura. Durante la maturazione i forti venti possono favorire la caduta del frutto per questo la costa nord della Sicilia, meno esposta al vento di scirocco è più adatta alla coltivazione commerciale del mango rispetto alla costa sud, che pure è più calda.

### Suolo
Il mango non è esigente riguardo al tipo di suolo in cui crescere, sebbene sia fondamentale per la sopravvivenza della pianta che il terreno abbia un ottimo drenaggio. Suoli troppo ricchi, con un alto contenuto in azoto stimolano la crescita vegetativa e quindi possono presentare piante in ottima salute ma poco produttive. Il mango non ama terreni con un elevato contenuto salino.

### Riproduzione

#### Seme

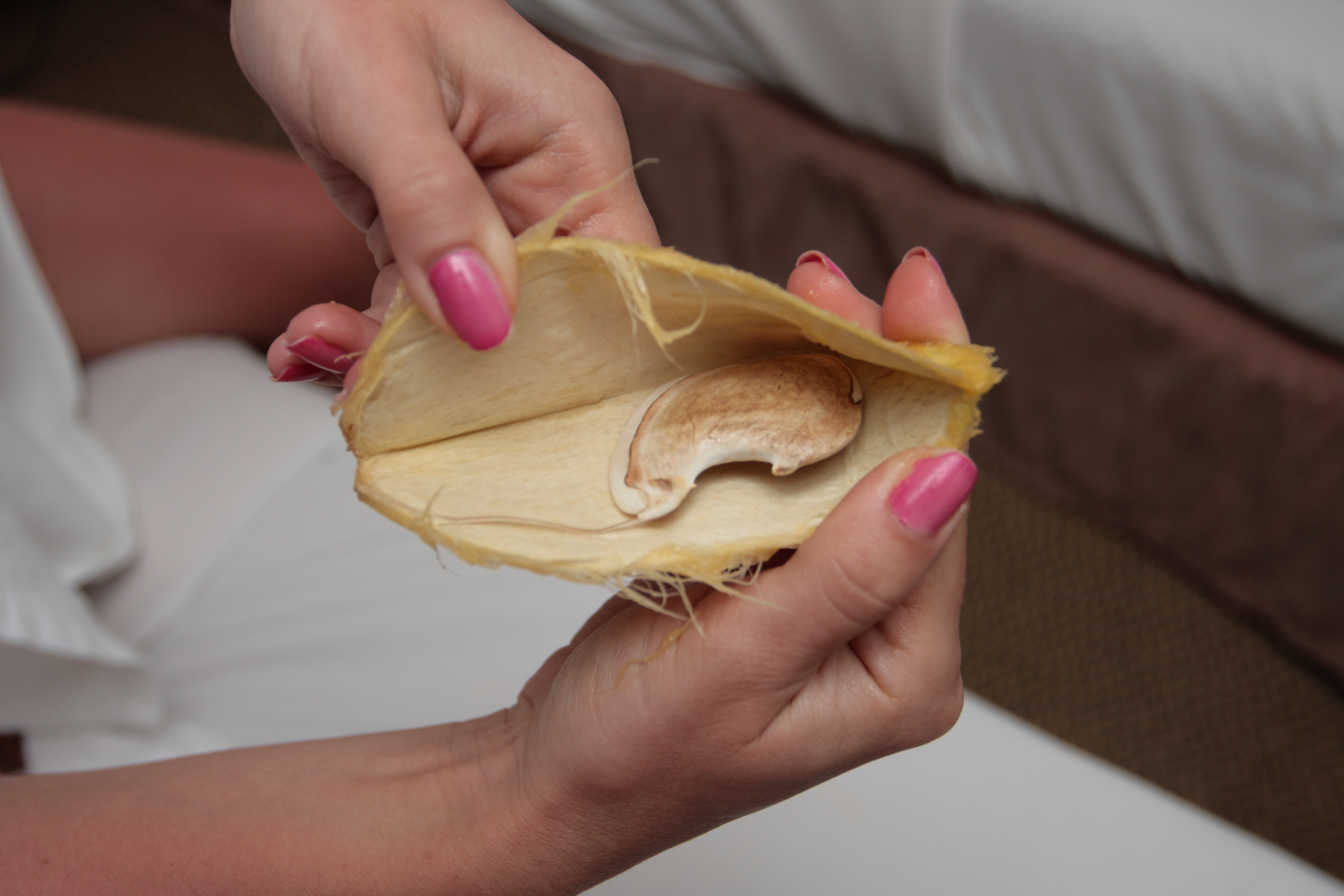
Nocciolo di mango aperto per mostrare l'embrione

La crescita di piante di mango dal seme è veloce e facile, a patto che i semi siano prelevati da frutti maturi che non abbiano subito trattamenti, e i semi siano freschi (di colore bianco/crema) e non secchi o ammuffiti. Dopo aver aperto con attenzione il nocciolo dalla parte laterale opposta a quella più arcuata, utilizzando un coltello affilato e cercando di non intaccare il seme, se ne preleva l'embrione che esce con facilità.
La rimozione del nocciolo dall'embrione velocizza lo sviluppo della pianta e impedisce che le radici si attorciglino dentro al seme (ma in tal caso è più sicuro ricorrere all'uso di un fungicida per bagnare l'embrione, sebbene possa essere evitato).
Una volta preparato il seme può essere piantato nel letto di coltura adagiandolo di lato. Bisogna assicurarsi che tale letto abbia un fondo solido, perché altrimenti il fittone si sviluppa eccessivamente (40-60 centimetri).
È importante ricordare che non bisogna coprire eccessivamente il seme, basta un centimetro e mezzo di terriccio, tenuto umido - ma non fradicio - e tenere il seme a una temperatura adeguata (tra i 20 e i 30 °C, in posizione luminosa).
Se il clima è adatto in un periodo variabile dagli 8 giorni alle 3 settimane si assiste alla nascita della pianta. Semenzali di questo tipo fruttificano dopo 6 anni dalla semina.

Tale forma di riproduzione non assicura comunque che i semenzali assomiglino alla pianta madre. I semenzali che provengono da specie monoembrioniche sono sviluppati per normale via sessuale, per cui essi sono, come è ovvio, diversi dalla pianta madre. Dato che è possibile che i frutti raccolti per la vendita siano prodotti da piante già selezionate, si può verificare che i semenzali prodotti abbiano caratteristiche regredite alla pianta "selvatica", e quindi peggiori secondo i criteri del coltivatore, anche se non è esclusa la possibilità, alquanto remota, di qualità soggettivamente migliori.

I semi di varietà poliembrioniche (principalmente varietà del sud-est asiatico) hanno, dentro il nocciolo, diversi embrioni, di cui solo uno è di origine sessuale, mentre gli altri, di origine vegetativa (fino a 4), rispecchiano fedelmente la pianta madre. Tali embrioni sono un buon metodo per moltiplicare varietà desiderabili.

#### Innesto
L'innesto è praticato da migliaia di anni. Generalmente si innesta per approssimazione e a corona o a spacco (per rinnovare vecchie piante, o migliorare piante di cattiva qualità). Altre tecniche come l'innesto a scudo sono possibili, ma necessitano accorgimenti particolari L'innesto su piante già innestate ha mostrato caratteristiche nanizzanti. È possibile innestare diverse varietà su un'unica pianta, ma, per quanto possa essere coltivato con cura, in questo caso può, in modo facile, accadere che l'innesto della varietà più vigorosa prenda il sopravvento sugli altri innesti, che regrediscono e muoiono. L'utilizzo di portainnesti selvatici ottenuti da seme porta a una grande variabilità nello sviluppo dell'innesto.

#### Talea e margotta
Sia la talea sia la margotta possono essere utilizzate per riprodurre piante desiderabili. Nel caso di talee tuttavia il mango radica con difficoltà e anche nelle migliori condizioni, utilizzando sostanze radicanti, si può aspettare di avere successo solo nel 40% dei casi. In entrambi i casi difficilmente la pianta ottenuta in questo modo sviluppa un buon apparato radicale. 

### Cure e mantenimento

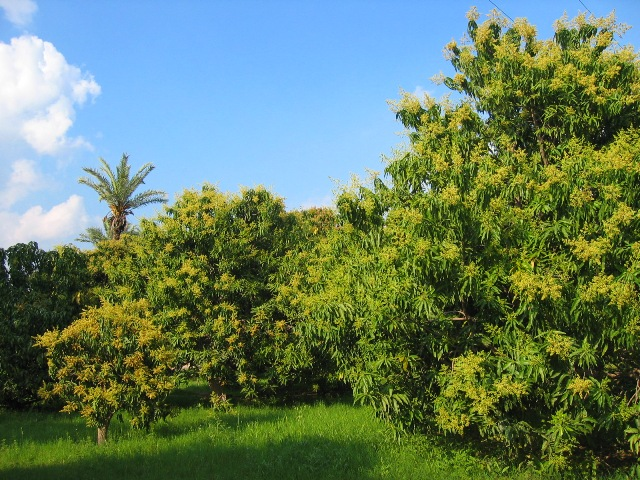
Piantagione di mango in Multan, Pakistan

La potatura generalmente non viene fatta prima del quarto anno dalla messa a dimora. Nei climi "freddi" è consigliato di eliminare le pannocchie floreali dei primi anni per permettere alla pianta di acquisire vigore. Se la pianta deve essere mantenuta a una dimensione contenuta ovviamente la potatura di formazione è importante.

Fino a che la pianta non entra in produzione la fertilizzazione può essere fatta con concime ad alto contenuto di azoto; in seguito è meglio concimare con prodotti ad alto contenuto di fosforo e potassio, per evitare di favorire la crescita vegetativa.

I manghi richiedono irrigazione solo nei primi anni.

La raccolta dei frutti viene fatta, nel caso di coltivazione domestica, a maturità. In tal caso il frutto si stacca facilmente dalla pianta a una debole trazione. Dal punto di giunzione tra frutto e pianta può emergere un essudato che, macchiando il frutto, ne può provocare l'annerimento, per cui è buona pratica lavare i frutti dopo la raccolta. La raccolta viene fatta anche per evitare che i frutti sugli alberi vengano danneggiati da roditori e uccelli. In tal caso però è meglio provvedere alla raccolta del frutto ancora acerbo.

### Patogeni
Il mango è soggetto a patologie di tipo fungino, specie in climi che non rispettano l'alternanza tra stagione secca e umida che sarebbe gradita a questa pianta. Le piante possono subire danni dall'oidio, dall'antracnosi (Colletotrichum gloeosporioides, Colletotrichum acutatum) dalla necrosi fogliare, dalla verticillosi. Trattamenti con rame e zolfo, anche preventivi, sono consigliati.
Sono stati segnalati danni ai fiori anche da specie del genere Pachnoda, un cetoniino africano.

## Rischi
La buccia del mango contiene urushiol, l'olio che si ritrova anche in altre specie come l'edera velenosa e che può causare dermatiti da contatto nei soggetti sensibili. Coloro che abbiano una storia di dermatiti da contatto con l'edera velenosa sono quelli più esposti a questo genere di reazioni. L'urushiol è anche presente nelle foglie e nei fusti del mango. Durante la principale stagione di maturazione del mango questa è la più comune fonte di dermatiti nelle Hawaii. Nel caso di coltivazione casalinga è sconsigliato bruciare rami e foglie del mango, perché l'olio diviene volatile e può essere inalato.